# 羅苴子
羅苴子，又稱「四軍苴子」，是唐朝外族南詔的軍隊。

## 歷史
南詔軍隊一般分為常備軍、鄉兵與夷卒。羅苴子是南詔常備軍中的精兵。南詔朝廷會從鄉兵中擇取優良的軍士去選拔，再經過五次嚴格的測試去取錄精壯的士兵。羅苴子的裝備劃一，除了會穿戴朱鞮鍪，亦會身負犀皮銅股排。他們在每次的戰鬥中都會充任先鋒。當發動戰爭時，朝廷會從少數民族地區徵調驍勇善戰的夷卒與羅苴子一齊戰鬥。其中每一百人設有一名羅苴佐負責管理士兵。在唐代，南詔的精兵除了羅苴子之外，還有負排。負排是指從羅苴子選拔出來負責覲王和守衛諸鎮大將的親衛兵。他們所穿的是貧民衫褲，腰繫佉苴（即貧民服裝的衣帶）。這些士兵又被稱為「朱弩佉苴」。

## 其他連結
- 歐陽修《新唐書》第222卷〈南蠻上〉